# Vanadium-gallium
Le vanadium-gallium est un composé chimique de formule V3Ga. Cet intermétallique de vanadium et de gallium présente une phase A15 semblable aux phases Nb3Sn et Nb3Ti et est souvent utilisé dans les bobines d'insertion pour aimants supraconducteurs à champ magnétique élevée, de l'ordre 17,5 T. Sa température critique est de l'ordre de 14,19 K. Il présente une densité de courant critique supérieure à celui de Nb3Sn dans la gamme de 13 à 18 T. Les propriétés du matériau peuvent être améliorées par dopage avec des métaux de numéro atomique élevé comme le niobium, le tantale, l'étain, le platine et le plomb.